# Super Bowl IV
Match précédent Match suivant
Le Super Bowl IV est l'ultime partie de la saison NFL 1969 de football américain (NFL). Le match a eu lieu le 11 janvier 1970 au Tulane Stadium de La Nouvelle-Orléans, Louisiane.
Les Kansas City Chiefs, champions 1969 de l'AFL, ont remporté le premier trophée Vince Lombardi de leur histoire en s'imposant 7-23 face aux Minnesota Vikings, champions 1969 de la NFL.
Le quarterback des Chiefs, Len Dawson, a été nommé meilleur joueur du match.

## Déroulement du match
| Score              | Q1 | Q2 | Q3 | Q4 | Total |
| Minnesota Vikings  | 0  | 0  | 7  | 0  | 7     |
| Kansas City Chiefs | 3  | 13 | 7  | 0  | 23    |